# Теодор Голо
Теодор Голо (15 квітня 1948, Порто-Ново) — бенезійський політик, академік і суддя. Він був міністром закордонних справ Беніну (1991—1992).

## Життєпис
Народившись у Порто-Ново та здобувши освіту за кордоном, Голо викладав у Національному департаменті екологічної науки з 1979 по 1985 рр. Він отримав диплом з міжнародних відносин та конституційного права в Університеті Національ-дю-Бенін в 1986 році. Він одночасно обіймав посаду заступника директора Національної школи адміністрації і став директором у 1989 році. Наступного року Голо був призначений заступником секретаря, генеральним директором Верховної Ради Республіки Бенін, який керував багатопартійними виборами в 1991 році. Після того, як був міністром закордонних справ, він був міністром юстиції та міжнародних зв'язків та речником уряду Нісефора Согло. Він повернувся до викладання у 1996 році та здобув кафедру ЮНЕСКО з прав людини та демократії при Університеті д'Абемей-Калаві. Голо приєднався до Конституційного суду Беніну 7 червня 2008 року і став головою Верховного суду справедливості 24 червня 2009 року.